# ريجولا فينسكه
ريجولا فينسكه Regula Venske (ولدت في 12 يونيو 1955 في ميندن) هي أديبة وعالمة أدب ألمانية.
درست علوم القانون في هايدلبرغ واللغة الألمانية والإنجليزية وآدابهما في هامبورغ. عملت معيدة في جامعة هامبورغ بين عامي 1982 و1986، وحصلت على درجة الدكتوراه في عام 1987 عن رسالة حول صور الرجال في الأدب. ومن حينها تعمل كاتبة وصحفية في هامبورغ.
نشرت بين عامي 1991 و2005 خمس عشرة رواية إجرامية، من بينها ثلاث روايات مشتركة مع كتاب آخرين. كما نشرت الكثير من القصص الإجرامية في الأنتولوجيات.
بجوار ذلك نشرت أعمالا في علم الأدب وبعض السير فكتبت مثلا عن الكاتبة فاني ليفالد. ولها كتب حررتها مثل «لماذا نحيا؟» و«الجنون المعتاد الكامل: عن الحب والحياة». وقد حصلت على أكثر من جائزة أدبية مثل جائزة القصة الإجرامية الألمانية في عام 1996. كما انها تعمل محررة أدبية في مجلة بريجيته Brigitte.
وتقيم حاليا مع زوجها دكتور أندرياس فانج وأسرتها في هامبورغ.